# Breza (Zenica-Doboj)
Pour les articles homonymes, voir Breza.
Breza (en cyrillique : Бреза) est une ville et une municipalité de Bosnie-Herzégovine située dans le canton de Zenica-Doboj et dans la fédération de Bosnie-et-Herzégovine. Selon les premiers résultats du recensement bosnien de 2013, la ville intra muros compte 3 125 habitants et la municipalité 14 564.

## Géographie
Breza est située au centre de la Bosnie-Herzégovine, dans la vallée de la Stavnja, un affluent droit de la Bosna. À l'est de la ville s'étend le mont Čemerska planina, qui atteint 1 466 m au pic de Dernek.
Les municipalités voisines sont celles d'Ilijaš, Vareš et Visoko.

## Histoire
À l'époque romaine, il existait dans cette région une colonie fortifiée appelée Castellum Hedum. La ville de Breza, quant à elle, est mentionnée pour la première fois en 1436.

## Localités

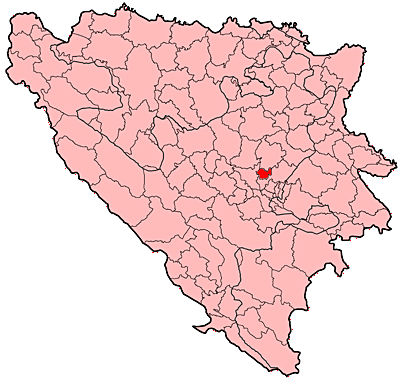
Localisation de la municipalité de Breza en Bosnie-Herzégovine

La municipalité de Breza compte 28 localités :
| - Banjevac - Breza - Bukovik - Bulbušići - Gornja Breza - Izbod - Kamenice - Koritnik - Mahala - Mahmutovića Rijeka | - Nasići - Očevlje - Orahovo - Podgora - Potkraj - Prhinje - Seoce - Slivno - Smailbegovići - Smrekovica | - Sutješćica - Trtorići - Vardište - Vijesolići - Vlahinje - Vrbovik - Založje - Župča |

## Démographie

### Villeintra muros

#### Évolution historique de la population dans la villeintra muros
| 1948 | 1953 | 1961  | 1971  | 1981  | 1991  | 2013  |
| ---- | ---- | ----- | ----- | ----- | ----- | ----- |
| -    | -    | 3 007 | 3 441 | 3 861 | 4 121 | 3 125 |

|  |

### Municipalité

#### Évolution historique de la population dans la municipalité
| 1961   | 1971   | 1981   | 1991   | 2013   |
| ------ | ------ | ------ | ------ | ------ |
| 12 669 | 14 824 | 15 911 | 17 317 | 14 564 |

#### Répartition de la population par nationalités dans la municipalité (1991)
En 1991, sur un total de 17 317 habitants, la population se répartissait de la manière suivante :

## Politique
À la suite des élections locales de 2012, les 21 sièges de l'assemblée municipale se répartissaient de la manière suivante :
| Parti                                                               | Sièges |
| ------------------------------------------------------------------- | ------ |
| Parti d'action démocratique (SDA)                                   | 5      |
| Alliance pour un meilleur avenir de la Bosnie-Herzégovine (SBB BiH) | 3      |
| Parti social-démocrate (SDP)                                        | 3      |
| Parti pour la Bosnie-Herzégovine (SBiH)                             | 3      |
| Parti d'activité démocratique (A-SDA)                               | 2      |
| Parti patriotique de Bosnie-Herzégovine -Sefer Halilović (BPS)      | 1      |
| Parti national pour l'amélioration par le travail                   | 1      |
| Parti des retraités pensionnés de Bosnie-Herzégovine (SP/U BiH)     | 1      |
| Parti pour le peuple de Bosnie-Herzégovine (SzaNBiH)                | 1      |
| Parti démocratique civique de Bosnie-Herzégovine (GDS BiH)          | 1      |

Halil Tuzlić, sans étiquette, a été élu maire de la municipalité,.

## Économie
Depuis 2007, une mine de charbon est exploitée à Breza ; il s'agit d'une des seules mines du pays à employer des femmes comme mineurs de fond.

## Personnalités
- Haris Silajdžić (né en 1945), personnalité politique
- Alija Sirotanović (1914-1990), mineur, Héros du travail socialiste de Yougoslavie